# Psalm 66

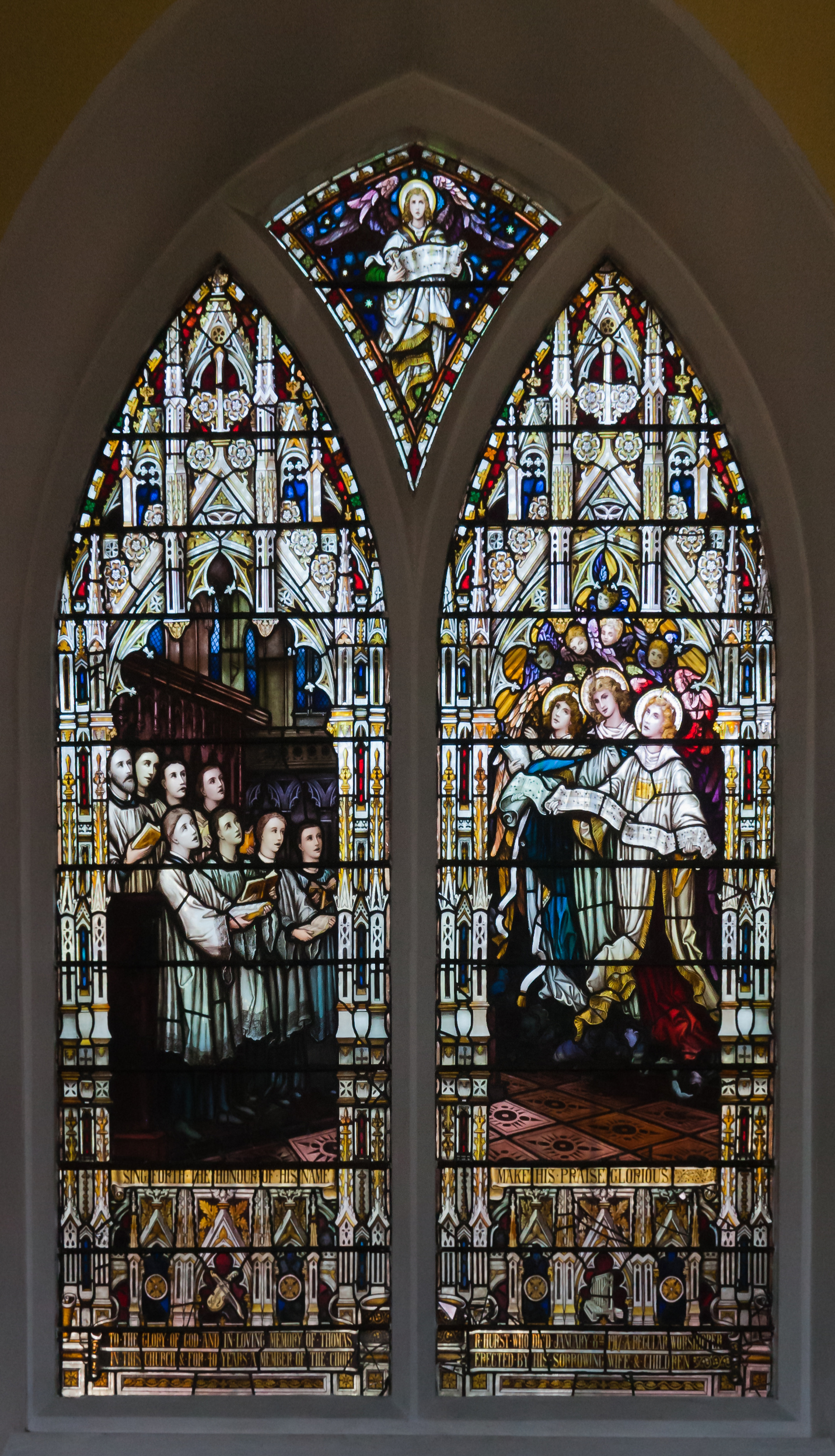
Witraż z kościoła św Brendana w Bantry, ze słowami Psalmu 66,2: Sing forth the honour of his name (prawa strona) and Make his praise glorious (lewa strona).

Psalm 66 – jeden z utworów zgromadzonych w biblijnej Księdze Psalmów. W nagłówku nie posiada autora, dlatego został sklasyfikowany jako psalm sierocy. W numeracji Septuaginty psalm ten nosi numer 65.

## Teologia Psalmu
Utwór można podzielić na trzy części i nadać im następujące tytuły: ogólnoświatową (66,1–8), wspólnotową (66,9–12), osobistą (66,13–20. Inny podział proponuje Kathleen Farmer, która uważa, że psalm powinien być podzielony na dwie części: wspólnotową (66,1–12) i jednostkową (66,13–20). Według podmiotu lirycznego cała ziemia powinna zobaczyć, jak wielkich dobrodziejstw dokonał Bóg na rzecz Izraela. Drugim ważnym punktem jest podziękowanie za ocalenie jednostki. Centrum psalmu jest zapowiedź złożenia ofiary przez podmiot liryczny w ramach dziękczynienia za ochronę i błogosławieństwo.

## Symbolika
- Doświadczenie i oczyszczanie, jak oczyszcza się srebro (66,10), jest trafną metaforą nawiązującą do metali. Metal, po osiągnięciu temperatury topnienia, przyjmuję postać ciekłą. W takich warunkach substancje mineralne i inne domieszki, jeśli wcześniej się nie utleniły, ulegają spaleniu[4].
- Wszystkie ziemie – zwrot dotyczący wezwania do wielbienia Boga przez wszystkie narody[2].
- W utworze trzykrotnie pojawia się niejasne słowo sela, którego znaczenie nie jest dokładnie znane[5].